# Вилчеле
Вилчеле (рум. Vîlcele) — село в Кантемірському районі Молдови. Входить до складу комуни, центром якої є село Точень.